# Burg Aizu-Wakamatsu
Die Burg Aizu-Wakamatsu (jap. 会津若松城, Aizu-Wakamatsu-jō) ist eine historische Burg in Aizu-Wakamatsu, Präfektur Fukushima in Japan. Das Gebäude wird auch „Kranichburg“ (鶴ヶ城, Tsuru-ga-jō) genannt.

## Geschichte
Die Residenz Higashi-Kurokawa-Yakata (東黒川館), der Vorläufer dieser Burg, wurde im Jahre 1384 von Ashina Naomori erbaut. Sie wurde später Burg Kurokawa (黒川城, Kurokawa-jō) genannt.
1589 besiegte Date Masamune die Ashina und nahm die Burg in Besitz. Im folgenden Jahr befriedete Toyotomi Hideyoshi die Provinz Ōshū und Gamō Ujisato erhielt die Burg mit einem Einkommen von 60.000 Koku. Er war es, der die Burg in Wakamatsu-jō umbenannte, ab 1592 einen Burgturm erbaute und die ganze Anlage ausbesserte.
1627 wurde Katō Yoshiaki Burgherr mit 40.000 Koku. Sein Sohn Akinari verstärkte die Anlage durch Vorburgen im Norden und Westen und verbesserte die Wassergräben. Er soll den Burgturm von sieben auf fünf Ebenen zurückgesetzt haben.

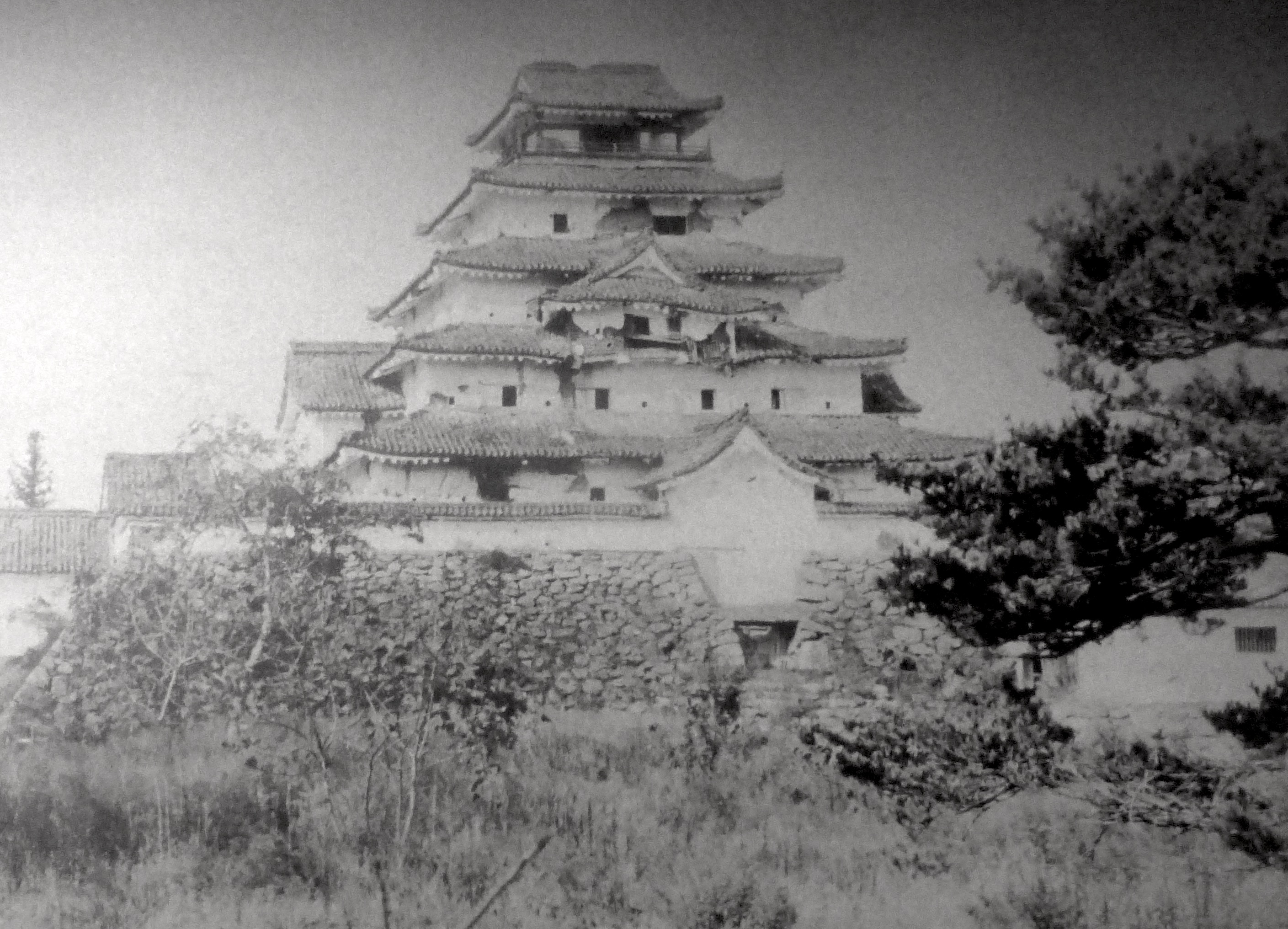
Der durch Artilleriebeschuss stark beschädigte Hauptturm nach der Niederlage, 1868

1643 zogen die Hoshina ein, mussten sich aber mit 32.000 Koku begnügen. Sie blieben Burgherren bis zum Ende des Tokugawa-Shogunats und kämpften erbittert im Boshin-Krieg unter Matsudaira Katamori (1836–1893) gegen die kaiserlichen Truppen. Der Angriff auf die Burg erfolgte am 6. Oktober 1868 (Keiō 4/8/23). Nach einer einmonatigen Belagerung unter verheerendem Artilleriebeschuss kapitulierte der Aizu-Klan unter Matsudaira am 6. November (Keiō 4/9/22). Die Burg fiel an die neue Meiji-Regierung; im Jahre 1874 erfolgte der Abriss der Burg.
1965 erfolgte die Restauration des Burgturmes. Die grauen Dachziegel wurden zwischen 2010 und 2011 durch rötliche ersetzt, die dem ursprünglichen Zustand der Burg entsprechen.

## Die Anlage

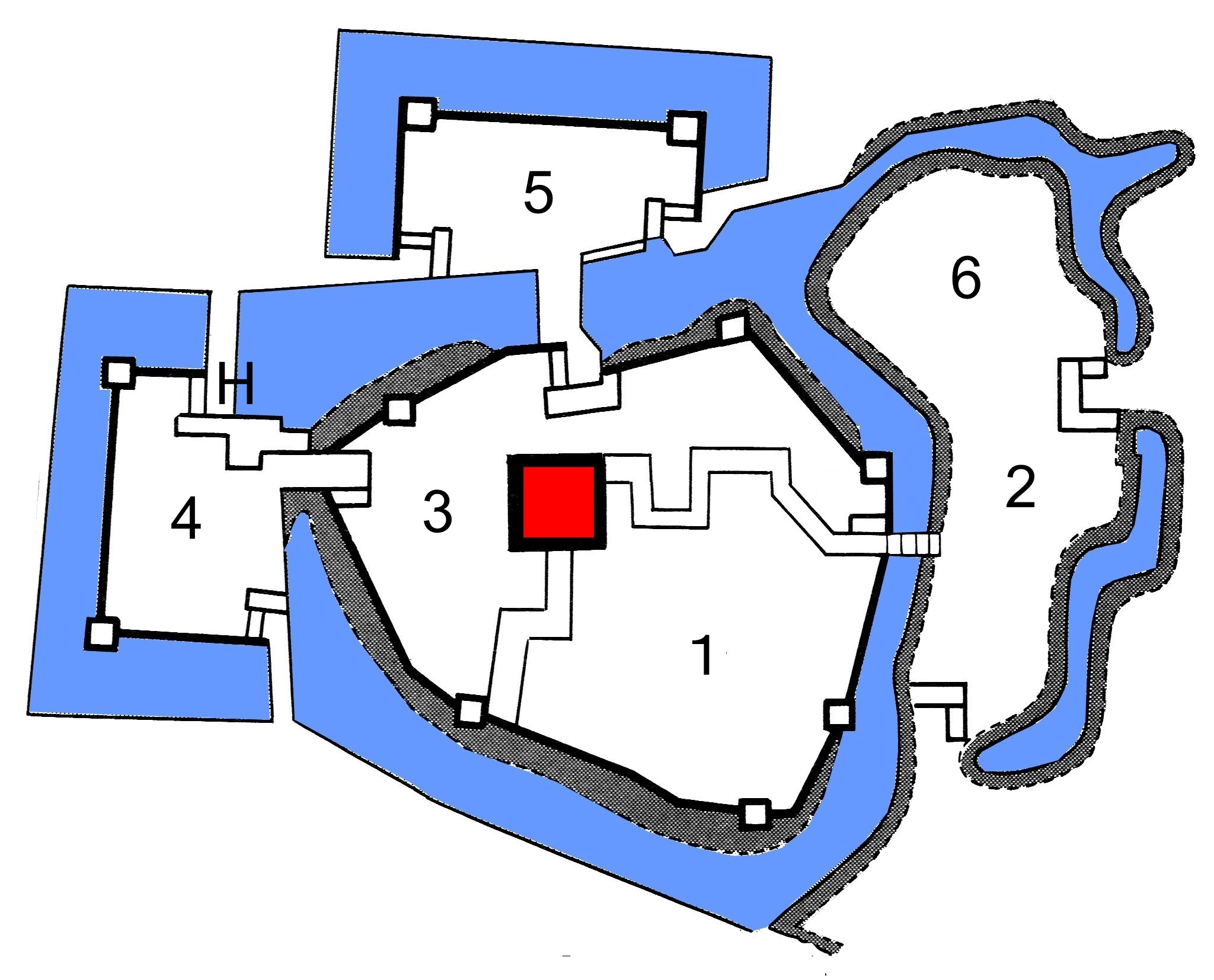
Plan der Burg (s. Text)

Die in der Ebene gelegene Burg war durch breite Wassergräben geschützt, die bis heute erhalten sind. Um den zentralen Bereich der Burg wurden im Westen, Norden und Osten Vorburgen angelegt. Der zentrale Bereich, in dessen Mitte sich der Burgturm (天守, Tenshu; Rot) befindet, umschließt im Südosten den innersten Burgbereich, das Hommaru (本丸; 1). Im Nordwesten schützt der „Gürtel-Vorbereich“ (帯曲輪, Obi-kuruwa; 3). Im Westen ist das Nishi-Demaru (西出丸; 4) vorgelagert, im Norden das Kita-Demaru (北出丸; 5). Im Osten des Zentralbereiches umfasst ein größerer Burgbereich den zweiten Burgbezirk (二の丸, Ni-no-maru; 2) und die Vorburg Fukubei-Kuruwa (伏兵曲輪; 6).
Der Burgturm, der innen fünf Geschosse über der Erde und zwei unter der Erde besitzt, ist auch von außen als  Bauwerk mit fünf Ebenen über der Erde zu erkennen. Sechs Wachtürme (Yagura) innerhalb der Mauern schützen den inneren Bereich. Sie hatten folgende Namen: „Tausend-Bretter Wachturm“ (千板櫓, Semban-Yagura), „Mondbetrachtungs-Wachturm“ (月見櫓, Tsukimi-Yagura), „Teegefäß-Wachturm“ (茶壺櫓, Chatsubo-Yagura), „Schießbogen-Wachturm“ (御弓櫓, Oyumi-Yagura) und zweimal „namenloser Wachturm“ (御櫓, Oyagura). Dazu kamen je zwei Wachtürme auf den vorgelagerten Bereichen im Westen und Norden. Über das komplexe Grabensystem war die Burg über sechs Tore zugänglich.